# Slavko Švenda
Slavko Švenda, slovenski veterinar, publicist, politik, * 8. februar 1952, Lendava/Lendva, † 13. februar 2012, Murska Sobota.
Slavko Švenda je svoja neposredna mnenja zapisoval v številnih prispevkih in kolumnah, večkrat se je udeležil tudi javnih debat. Bil je kandidat za župana mestne občine Murska Sobota. V Pomurju je med občani zapisan kot oseba, ki se je vedno postavila v bran in podporo malemu človeku.
13. februarja 2012 je izgubil boj z boleznijo in umrl v bolnišnici. Pokopan je na pokopališču v Murski Soboti.